# Vallée de Sinann
Sinann Vallis
Pour les articles homonymes, voir Shannon.
La vallée de Sinann (désignation internationale : Sinann Vallis) est une vallée située sur Vénus dans un quadrangle inconnu. Elle a été nommée en référence à Sinann, déesse irlandaise de cours d'eau.